# Президент Маккинли дома
«Президент Маккинли дома» (англ. McKinley at Home, Canton, Ohio) — американский короткометражный документальный фильм Уильяма К.Л. Диксона.

## Сюжет
Действие фильма происходит в Кантоне, штат Огайо. Мистер Мак-Кинли идёт по лужайке со своим секретарём, вручающим ему телеграмму, которая ему очень нравится.

## В ролях
| Актёр            | Роль |
| ---------------- | ---- |
| Уильям Мак-Кинли |      |
| Джордж Кортелью  |      |
| Ида Мак-Кинли    |      |